# Gorski tek na Grintovec
Gorski tek na Grintovec je uveljavljena celodnevna tekaška prireditev, ki šteje tudi za svetovni pokal v gorskem teku (WMRA Grand Prix). Trasa poteka od Doma v Kamniški Bistrici do vrha Grintovca, najvišje gore Kamniško-Savinjskih Alp. Prireditev je v letih 1996-1998 organiziral AO Mengeš, od 2001 pa KGT Papež.
Tekači morajo na 9,8 kilometrov dolgi progi premagati 1959 metrov višinske razlike. Rekord proge je leta 2006 dosegel Novozelandec Jonathan Wyatt, ki je na vrh pritekel v času 1:15:43, povprečna hitrost vzpenjanja je bila 0,43 m/s.

## Prireditve
- 1. gorski tek na Grintovec: september 1996[1]
- 2. gorski tek na Grintovec: 14. september 1997[1]
- 3. gorski tek na Grintovec: 15. avgust 1998[1]
- 4. gorski tek na Grintovec: 21. julij 2001[2]
- 5. gorski tek na Grintovec: 3. avgust 2002[2]
- 6. gorski tek na Grintovec: 27. julij 2003[3]
- 7. gorski tek na Grintovec: 25. julij 2004[4]
- 8. gorski tek na Grintovec: 24. julij 2005[5]
- 9. gorski tek na Grintovec: 30 julij 2006[6]
- 10. gorski tek na Grintovec: 29. julij 2007 [7]
- 11. gorski tek na Grintovec: 27. julij 2008 [8]
- 12. gorski tek na Grintovec: 26. julij 2009[9][10]
- 13. gorski tek na Grintovec: 24. julij 2011[11]
- 14. gorski tek na Grintovec: 29. julij 2012[12]
- 15. gorski tek na Grintovec: 28. julij 2013[13]
- 16. gorski tek na Grintovec: 27. julij 2014[14]